# Buenavista de Peñuelas
Buenavista de Peñuelas är en ort i Mexiko.   Den ligger i kommunen Aguascalientes och delstaten Aguascalientes, i den centrala delen av landet, 400 km nordväst om huvudstaden Mexico City. Buenavista de Peñuelas ligger 1 871 meter över havet och antalet invånare är 935.
Terrängen runt Buenavista de Peñuelas är platt åt nordväst, men åt sydost är den kuperad. Terrängen runt Buenavista de Peñuelas sluttar västerut. Runt Buenavista de Peñuelas är det ganska tätbefolkat, med 129 invånare per kvadratkilometer. Närmaste större samhälle är Aguascalientes, 18,3 km norr om Buenavista de Peñuelas. Trakten runt Buenavista de Peñuelas består i huvudsak av gräsmarker.